# Abakano-Perevoz
Abakano-Perevoz (en rus: Абакано-Перевоз) és un poble de la República de Khakàssia, a Rússia, que en el cens del 2010 tenia 149 habitants. Pertany al districte de Bograd.